# Roseana Murray
Roseana Kligerman Murray (* 27. Dezember 1950 in Rio de Janeiro) ist eine brasilianische Schriftstellerin und Dichterin. Sie ist vor allem für ihre Lyrik für Kinder und Jugendliche bekannt und hat über 100 Bücher veröffentlicht. Ihre Werke wurden mehrfach ausgezeichnet und gelten als bedeutender Beitrag zur modernen brasilianischen Poesie.

## Leben
Sie wurde in Rio de Janeiro als Tochter von Lejbus Kligerman und Bertha Gutman Kligerman, polnischen Einwanderern in Brasilien, geboren. Sie wuchs im Stadtviertel Grajaú in Rio de Janeiro auf. Sie begann früh mit dem Schreiben und entwickelte sich zu einer wichtigen Vertreterin der zeitgenössischen brasilianischen Poesie. 1973 erwarb sie einen Abschluss in französischer Literatur und Sprache an der Universität Nancy.
Murray hat zwei Kinder aus erste Ehe und ist seit 1997 mit dem spanischen Journalisten Juan Arias Martínez verheiratet.
Am 5. April 2024 wurde Murray bei ihrem Morgenspaziergang in Saquarema von drei Pit Bull Terriern angegriffen. Durch den Angriff verlor sie ihren rechten Arm und ein Ohr und musste sich einer rekonstruktiven Operation im Gesicht und am linken Arm unterziehen. Während ihres Krankenhausaufenthalts schrieb sie ein Gedicht, das in den sozialen Medien veröffentlicht wurde.

## Wirken
Seit 1980 schreibt Murray Gedichte und Bücher für Kinder. Ihr Werk wurde für seine Zugänglichkeit und seinen Einfallsreichtum gelobt. Ihre Gedichte thematisieren häufig menschliche Emotionen wie Toleranz, Empathie und Zuneigung. Besonders im Bereich der Kinder- und Jugendliteratur hat Murray großen Einfluss. Ihre Poesie für junge Leser wird für ihre Kraft und Zärtlichkeit geschätzt, obwohl das Genre in der schulischen Bildung oft unterrepräsentiert ist.
Roseana Murray fand nach dem Angriff im Jahr 2024 die Kraft, weiter zu schreiben; sie lernte, mit der linken Hand zu schreiben, und veröffentlichte ihr neuestes Buch O Braço Mágico, illustriert von Fernando Zenshôe und veröffentlicht von Estrela Cultural. Das Buch ist eine poetische Prosa, welche die Geschichte einer Großmutter erzählt, die einen unsichtbaren Arm besitzt, der ihre Stärke und ihre Fähigkeit zur Überwindung symbolisiert. In diesem Werk verarbeitet sie ihre persönliche Tragödie in Poesie und vermittelt Botschaften von Stärke und Hoffnung.

## Auszeichnungen
Roseana Murray erhielt im Laufe ihrer Karriere zahlreiche Preise und gilt als eine der bedeutenden Vertreterinnen der modernen brasilianischen Poesie.
- Prêmio de Melhor Poesia (Beste Poesie Preis)[7]
- APCA-Preis (Verband der Kunstkritik von São Paulo) in Literatur für das beste Kinderbuch[8]
- Academia Brasileira de Letras (ABL) Preis für Literatur[9]

## Veröffentlichungen (Auswahl)
- Fardo de Carinho (1980)
- Fruta no Ponto (1986)
- Paredes Vazadas (1987)
- Classificados Poéticos (1984)
- Artes e Ofícios (1990)
- Pássaro do Absurdo (1990)
- Criança é Coisa Séria (1991)[10]
- Duas Amigas (1995)
- Felicidade (1995)
- Receitas de Olhar (1997)
- Jardins (2001) with Roger Mello
- Suspiros de Luz (2018)